# Cheminon (Fluss)
Der Cheminon ist ein kleiner Fluss in Frankreich, der im Département Cher in der Region Centre-Val de Loire verläuft. Er entspringt unter dem Namen Les Gouttes beim Weiler Le Jalon, im nördlichen Gemeindegebiet von Sidiailles, entwässert generell in nördlicher Richtung, ändert im Mittelabschnitt nochmals seinen Namen auf Ruisseau de Chavroche und mündet nach rund 19 Kilometern im Gemeindegebiet von Saint-Pierre-les-Bois als rechter Nebenfluss in den Portefeuille.

## Orte am Fluss
(Reihenfolge in Fließrichtung)
- Le Jalon, Gemeinde Sidiailles
- Mazère, Gemeinde Saint-Maur
- Le Trait de Justice, Gemeinde Reigny
- Chavroche, Gemeinde Reigny
- Le Châtelet
- Le Cheminon, Gemeinde Saint-Pierre-les-Bois